# Айтозеро
Айтозеро — озеро на территории Лендерского сельского поселения Муезерского района Республики Карелия.

## Общие сведения
Площадь озера — 1,1 км². Располагается на высоте 157,5 метров над уровнем моря.
Форма озера лопастная, продолговатая, вытянуто с северо-запада на юго-восток. Берега озера сильно изрезанные, каменисто-песчаные, возвышенные.
Озеро водораздельное: оз него вытекают две протоки:
- из северо-западной оконечности воды через Малое Айтозеро втекают в озеро Тулос
- с восточной стороны озера протока через Куйкаозеро втекают в озеро Куйккаселькя[1][6][7].

Система водного объекта 1: Куйккаселькя → Лендерка → Пиелинен → Пиелисйоки → Сайма → Вуокса → Ладожское озеро → Нева → Балтийское море.
Система водного объекта 2: Малое Айтозеро → Тулос → Тула → Лендерка → Пиелинен → Пиелисйоки → Сайма → Вуокса → Ладожское озеро → Нева → Балтийское море.
Населённые пункты возле озера отсутствуют. Ближайший — посёлок Лендеры — расположен в 16 км к востоку от озера.
Озеро расположено в 3,5 км от Российско-финляндской границы.
Код водного объекта в государственном водном реестре — 01050000111102000010908.